# Toýly Ataýew

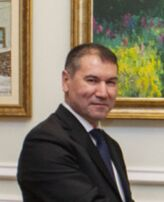
Toýly Ataýew

Toýly Amanmuhammedowiç Ataýew (auch geschrieben als Toyly Atayev; * 11. April 1973) ist ein turkmenischer Diplomat. Er war der turkmenische Botschafter in Deutschland und seit 2020 Botschafter in der Ukraine.

## Leben
Toyly Atayev studierte Philologie an der Turkmenischen Staatsuniversität in Aşgabat. Von 1997 bis 2002 war er Lehrer.

## Diplomatischer Werdegang
Seinen ersten Einsatz im auswärtigen Dienst hatte er in der turkmenischen Botschaft in Berlin. Dort arbeitete er von 2002 bis 2006 im Range eines Dritten Sekretärs, von 2006 bis 2012 im Range eines zweiten Sekretärs. Von 2012 bis 2014 war er im turkmenischen Außenministerium tätig, dabei von Januar bis Mai 2014 als Leiter der Abteilung für europäische Staaten.
Am 17. Mai 2014 wurde er von Staatspräsident Gurbanguly Berdimuhamedow zum turkmenischen Botschafter in Deutschland ernannt. Die Amtsgeschäfte in der Botschaft in Berlin nimmt Atayev seit dem 3. Juni 2014 war, die Akkreditierung bei Bundespräsident Joachim Gauck erfolgte am 3. Juli 2014. Seit dem 29. Oktober 2014 ist Atayev mitakkreditiert für Polen und seit dem 31. August 2018 zusätzlich für Dänemark.
Seit dem 29. Mai 2020 ist er der turkmenische Botschafter in der Kiew, am 7. Juli 2022 erfolgte zusätzlich eine Akkreditierung in der Republik Moldau.